# Kanton Créteil-Nord
Der Kanton Créteil-Nord war bis 2015 ein französischer Wahlkreis im Arrondissement Créteil, im Département Val-de-Marne und in der Region Île-de-France. Vertreterin im Generalrat des Départements war zuletzt von 2008 bis 2015 Brigitte Jeanvoine (PS).
Der Kanton bestand aus einem Teil der Stadt Créteil.

## Bevölkerungsentwicklung
| 1990   | 1999   | 2006   |
| ------ | ------ | ------ |
| 21.041 | 21.404 | 23.320 |